# 2012 au Canada
2009 au Nouveau-Brunswick - 2010 au Nouveau-Brunswick - 2011 au Nouveau-Brunswick - 2012 au Nouveau-Brunswick - 2013 au Nouveau-Brunswick
2009 au Québec - 2010 au Québec - 2011 au Québec - 2012 au Québec - 2013 au Québec
2009 par pays en Amérique - 2010 par pays en Amérique - 2011 par pays en Amérique - 2012 par pays en Amérique - 2013 par pays en Amérique
Pour un article plus général, voir Chronologie du Canada.
Cet article traite des événements qui se sont produits durant l'année 2012 au Canada.

## Gouvernements
Exécutif :
- Monarque - Élisabeth II
- Gouverneur général - David Johnston
- Commissaire du Nunavut - Edna Elias
- Commissaire des Territoires du Nord-Ouest - George Tuccaro
- Commissaire du Yukon - Doug Phillips
- Lieutenant-gouverneur de l'Alberta - Donald Ethell (en)
- Lieutenant-gouverneur de la Colombie-Britannique - Steven Point puis Judith Guichon
- Lieutenant-gouverneur de l'Ontario - David Onley
- Lieutenant-gouverneur de l'Île-du-Prince-Édouard - Frank Lewis
- Lieutenant-gouverneur du Manitoba - Philip Lee
- Lieutenant-gouverneur du Nouveau-Brunswick - Graydon Nicholas
- Lieutenant-gouverneur de la Nouvelle-Écosse - Mayann Francis puis John James Grant
- Lieutenant-gouverneur du Québec - Pierre Duchesne
- Lieutenant-gouverneur de la Saskatchewan - Gordon Barnhart puis Vaughn Solomon Schofield
- Lieutenant-gouverneur de Terre-Neuve-et-Labrador - John Crosbie

Législatif :
- Premier ministre du Canada - Stephen Harper
- Premier ministre de l'Alberta - Alison Redford
- Premier ministre de la Colombie-Britannique - Christy Clark
- Premier ministre du Manitoba - Greg Selinger
- Premier ministre du Nouveau-Brunswick - David Alward
- Premier ministre de Terre-Neuve-et-Labrador - Kathy Dunderdale
- Premier ministre de la Nouvelle-Écosse - Darrell Dexter
- Premier ministre de l'Ontario - Dalton McGuinty
- Premier ministre de l'Île-du-Prince-Édouard - Robert Ghiz
- Premier ministre du Québec - Jean Charest puis Pauline Marois
- Premier ministre de la Saskatchewan - Brad Wall
- Premier ministre des Territoires du Nord-Ouest - Bob McLeod
- Premier ministre du Nunavut - Eva Aariak
- Premier ministre du Yukon - Darrell Pasloski

## Évènements

### Janvier 2012
- Jeudi 19 janvier, Ontario : début de la série télévisée Les Bleus de Ramville sur TFO. C'est le quatrième téléroman franco-ontarien, après le premier feuilleton télévisé FranCœur en 2003, le deuxième téléroman Pointe-aux-chimères en 2007, et le troisième téléroman Météo+ en 2008.

- Dimanche 29 janvier : le verdict de culpabilité du tribunal dans l'affaire des meurtres de la famille Shafia est rendu public.

### Février 2012
- Samedi 4 février :
  - l'ambassade de Syrie à Ottawa a été vandalisée avec de la peinture aérosol rouge[1];
  - un Imam a condamné le meurtre d'honneur et la violence domestique en réaction au verdict de culpabilité dans l'affaire du meurtre commis par la famille Shafia[2].

- Mardi 7 février
  - Ontario : 11 personnes, incluant 10 travailleurs immigrants du Pérou, sont décédés lors d'une collision entre une fourgonnette et un camion près de Stratford[3];
  - le Premier ministre fédéral Stephen Harper commence 4 jours de visite en Chine[4].

- Vendredi 10 février, Alberta : un autobus de Red Arrow a perdu le contrôle et se renverse sur le côté près de Redwater. Au moins 28 personnes sont blessées lors de l'accident.

- Dimanche 26 février, Ontario : trois employés de Via Rail sont décédés lors d'un déraillement de train près de Burlington[5].
- 29 février, 59e Match des étoiles de la Ligue nationale de hockey à Ottawa.

### Mars 2012
- 4 au 10 mars : Jeux d'hiver de l'Arctique à Whitehorse au Yukon

- Lundi 5 mars : le gouvernement fédéral annonce qu'il ferme l'ambassade canadienne en Syrie à cause de la violence continuelle dans ce pays[6].

- Lundi 19 mars : le candidat du NPD Craig Scott (en) remporte l'Élection partielle fédérale de Toronto—Danforth à la suite de la mort de l'ancien chef du NPD Jack Layton en Août 2011.

- Jeudi 23 mars : Vaughn Solomon Schofield devient officiellement lieutenant-gouverneur de la Saskatchewan, remplace Gordon Barnhart.

- Samedi 24 mars : le Congrès à la chefferie du Nouveau Parti démocratique à Toronto élit Thomas Mulcair comme chef du parti.

- Lundi 26 mars, Alberta : la première ministre Alison Redford annonce des élections générales pour le 23 avril[7].

- Jeudi 29 mars :
  - le ministre des Finances, Jim Flaherty, dépose le budget de 2012 qui comporte des réductions à la SRC, la réduction de plus de 19 000 emplois fédéraux, et l'abandon de la pièce de un cent par la Monnaie royale canadienne[8],[9];
  - le gouvernement fédéral annonce qu'il va augmenter progressivement l'âge d'admissibilité pour la sécurité de la vieillesse de 65 à 67 à partir de 2023[10].

### Avril 2012
- Du 14 et 15 avril, Nouvelle-Écosse : cérémonie de commémoration à Halifax pour les 100 ans du Naufrage du Titanic en 1912.

- Jeudi 19 avril : le gouvernement fédéral a annoncé qu'il va fermer le Pénitencier de Kingston, qui abrite des meurtriers condamnés comme Paul Bernardo et Russell Williams[11].

- Lundi 23 avril : élection générale, en Alberta.

### Mai 2012
- Mai : le duc Charles Windsor et la duchesse Camilla Parker Bowles feront le tour du Nouveau-Brunswick, de l'Ontario et de la Saskatchewan[12].

### Juin 2012
- Du 17 au 23 juin : Sifem, Salon international de la femme à Toronto au MTCC (Metro Toronto Convention Centre)[13].

### Juillet 2012
- Dimanche 1er juillet : célébration du 145e anniversaire du Canada.

### Septembre 2012
- Mardi 4 septembre : Pauline Marois est la première femme élue au poste de premier ministre du Québec à la suite de l'élection générale québécoise.

- Jeudi 6 septembre : 60e anniversaire de la Télévision de Radio-Canada.
- 7 septembre : Rupture des relations diplomatiques entre le Canada et l'Iran[14]
- 14 et 15 septembre : Coupe du monde de BMX à Abbotsford

- Mercredi 19 septembre, Québec : Pauline Marois est assermentée première ministre du Québec. Elle avait gagné son élection générale. Elle devient la première femme première ministre au Québec. C'est la première fois dans l'histoire canadienne que cinq provinces ou territoires ont simultanément des femmes premières ministres (Jusqu'en Février 2013).
- 27 au 29 septembre : Championnats du monde de lutte dans le Comté de Strathcona en Alberta

### Octobre 2012
- Lundi 15 octobre : le premier ministre de l'Ontario, Dalton McGuinty, annonce qu'il démissionne du poste de chef du parti libéral, donc de premier ministre, pour redevenir un simple député. Il proroge également le parlement[15],[16].
- 21 au 26 octobre : 127e Assemblée de l'Union interparlementaire à Québec

- Vendredi 26 octobre : 20e commémoration de l'Accord de Charlottetown par référendum.

### Novembre 2012
- 5 au 12 novembre : Défi mondial junior A au Centre Mariners à Yarmouth
- 23 au 27 novembre : Premier WPT Montréal du World Poker Tour au Playground Poker Club à Kahnawake
- Lundi 26 novembre : dans les trois élections partielles fédérales, les conservateurs Joan Crockatt et Erin O'Toole remportent l'élection partielle de Calgary-Centre et Durham et le néo-démocrate Murray Rankin l'emporte celle de Victoria.

### Décembre 2012
- Lundi 3 décembre : Santé Canada a suspendu la licence de Chemi Pharmaceutical Inc, après avoir constaté les résultats des tests falsifiés, au cours d'une inspection sanitaire[17].

## À surveiller
- Coupe du monde de marathon FINA de nage en eau libre au lac Saint-Jean (26 juillet) et lac Mégantic (11 août).

## Décès en 2012

### Janvier
- 2 janvier :
  - Ian Bargh (en), compositeur et pianiste de jazz d'origine britannique.
  - Gordon Hirabayashi (en), activiste d'origine américaine.
- 3 janvier : Josef Škvorecký, écrivain d'origine tchèque.
- 10 janvier : Jean Pigott (en), homme d'affaires et député de la circonscription fédérale de Ottawa—Carleton (1976-1979).